# マーク・アンソニー

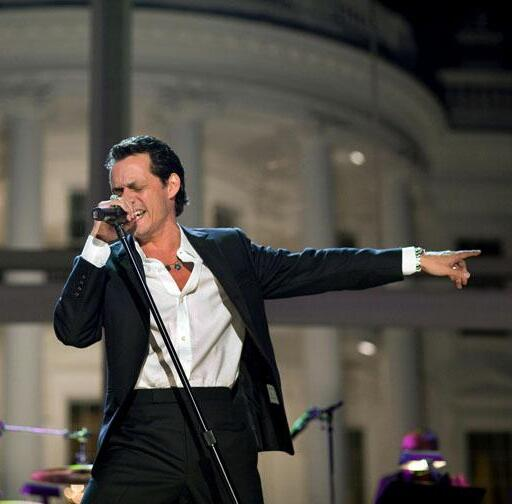
マーク・アンソニー

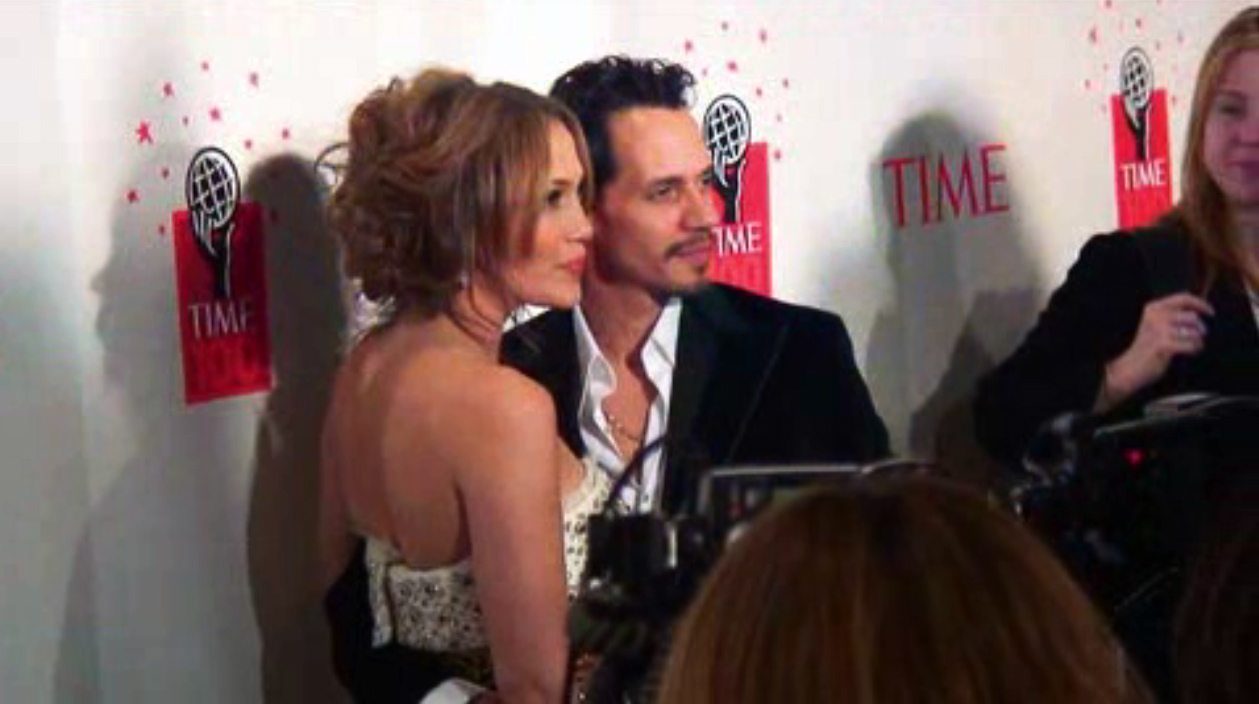
ジェニファー・ロペスと共に（2006年）

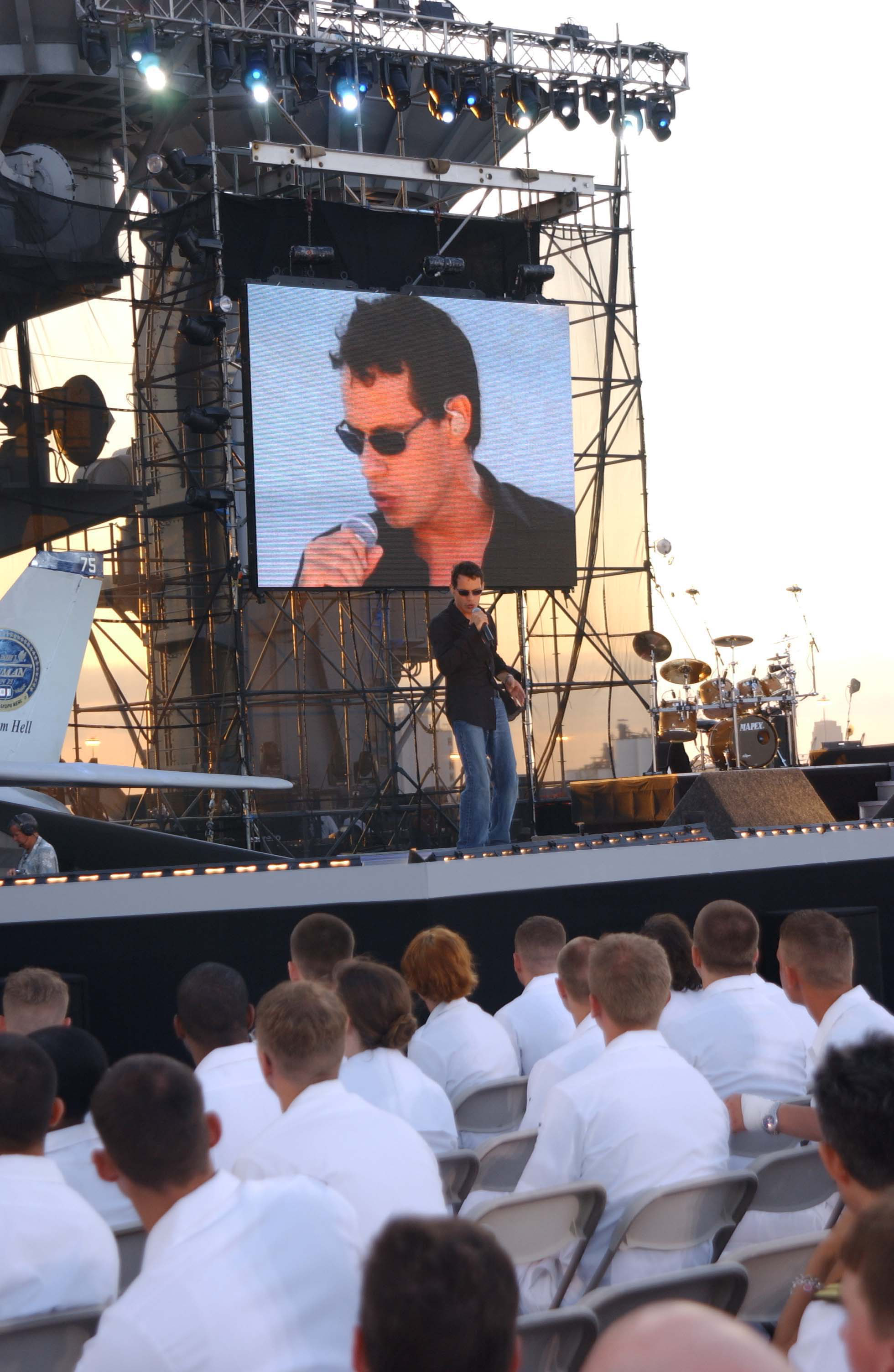
コンサートの様子

マーク・アンソニー（Marc Anthony, 本名Marco Antonio Muniz, 1968年9月16日 - ）は、アメリカ合衆国のサルサ系ラテン歌手である。近年はポップ系のアルバムや俳優としても活躍している。プエルトリコ系アメリカ人。

## 経歴
マーク･アンソニーは1968年、プエルトリコ人の両親の間にニューヨークで生まれた。アンソニーが生まれた時期はサルサがニューヨークで生まれた時期である。当初はクラブミュージシャンとしてデビューしたものの、1992年に有名ラテンバンドリーダー、ティト・プエンテのコンサートに出演したを契機に、1993年にサルサ歌手へ転向し、同年に最初のサルサ・アルバム『オートラ・ノタ』を発表する。
2001年の4枚目のサルサ・アルバム『リプレ』では14週連続『ビルボード』誌のラテンチャート1位になるなど、現在男性サルサ歌手の代表的な存在である。1999年には『マーク・アンソニー』で英語のポップ系のアルバムを出している。ちなみに2004年の3枚目の『アマール・シン・メンティーラス』はスペイン語で書いたポップ・アルバムである。現在はサルサ・アルバム5枚、ポップ・アルバム3枚、さらに俳優としても活躍している。
2004年6月に同じプエルトリコ系の女優・歌手のジェニファー・ロペスと結婚した。1999年のロペスのアルバムに「No me ames」、また2004年7月にマーク・アンソニーの出した2枚のアルバムにも「escapemonos」（一緒に逃げよう）でデュエットが収録されている。2008年2月22日、ジェニファー・ロペスが男女の双子（エミー、マックス）を出産、3月には子供たちの写真が『ピープル』誌に600万ドルの契約で掲載されている。しかしその3年後の2011年7月、『ピープル』誌上で離婚声明を共同で発表し、2012年4月に離婚が正式に成立した。
2007年7月、NFLのマイアミ・ドルフィンズの少数株主となった。
2014年、モデルのシャノン・デ・リマと婚約。
民主党の支持者であり、2012年の民主党全国大会でアメリカ国歌を歌っている。また2013年のMLBオールスターゲームの「セブン・イニング・ストレッチ（7回表終了時）」に「God Bless America」を歌っている。マーク・アンソニー自身はプエルトリコ系のアメリカ人であるにもかかわらず、翌日「rを巻き舌で歌う歌手ではふさわしくなかった（アメリカ人以外が歌うのは奇異だ）」という差別的な内容のツイートが多くつぶやかれ、物議をかもした。

## アルバム・ディスコグラフィ

### サルサ・アルバム
1. 『オートラ・ノタ』"Otra Nota" （1993年発表）
2. 『トード・ア・ス・ティエンボ』"Todo A Su Tiempo" （1995年発表）
3. 『コントラ・ラ・コリエンテ』"Contra La Corriente" （1997年発表）
4. 『リプレ』"libre" （2001年11月20日発表）
5. 『パリオ・ラ・ペーナ』"valio la pena" （2004年7月27日発表）

### ポップ・アルバム
1. 『マーク・アンソニー』"Marc Anthony" （1999年発表）
2. 『メンディット』"mended" （2002年発表）
3. 『アマール・シン・メンティーラス』"Amar Sin Mentiras" （2004年7月27日）

## 主な出演作品
- カリートの道 Carlito's Way （1993年）
- シェフとギャルソン、リストランテの夜 Big Night （1996年）
- 野獣教師 The Substitute （1996年）
- プリティ・ブライド Runaway Bride （1999年）
- 救命士 Bringing Out the Dead （1999年）
- マイ・ボディガード Man on Fire （2004年）
- エル・カンタンテ El Cantante （2007年）
- イン・ザ・ハイツ In the Hights (2021年)